# Lonely Avenue
Lonely Avenue – piosenka popowa napisana przez Doca Pomusa, która w wykonaniu Raya Charlesa stała się hitem muzyki R&B. Jej napisanie zwróciło uwagę przemysłu muzycznego na Pomusa. Od tego czasu stał się znanym autorem tekstów utworów, tworząc m.in. dla Twiggy, The Drifters i Elvisa Presleya.